# Terranova, Mexiko
Terranova är en ort i Mexiko.   Den ligger i kommunen Tarímbaro och delstaten Michoacán de Ocampo, i den södra delen av landet, 210 km väster om huvudstaden Mexico City. Terranova ligger 1 844 meter över havet och antalet invånare är 554.
Terrängen runt Terranova är varierad. Terranova ligger nere i en dal. Runt Terranova är det ganska tätbefolkat, med 70 invånare per kvadratkilometer. Närmaste större samhälle är Morelia, 10,1 km sydväst om Terranova. I omgivningarna runt Terranova växer huvudsakligen savannskog.